# Uniwersytet Techniczny Chalmersa
Uniwersytet Techniczny Chalmersa (szw. Chalmers tekniska högskola, dosłownie „,Wyższa Szkoła Techniczna Chalmersa”) – szwedzka politechnika w Göteborgu, założona w 1829 roku.
Fundatorem uczelni był zmarły w 1811 William Chalmers, jeden z dyrektorów przynoszącej znaczne zyski Szwedzkiej Kompanii Wschodnioindyjskiej, która zaopatrywała Europę w towary sprowadzane z Dalekiego Wschodu. Jest to obecnie jedyna szwedzka uczelnia, której nazwa wywodzi się od nazwiska fundatora.
Szkoła funkcjonowała jako niepubliczna do 1937, kiedy to przejęło ją państwo. Od 1994 jest ponownie instytucją niepubliczną, zarządzaną przez fundację Stiftelsen Chalmers tekniska högskola. 

## Znani absolwenci
- Gustaf Dalén, laureat Nagrody Nobla w dziedzinie fizyki
- Sigfrid Edström, przewodniczący MKOl
- Gert Wingårdh, architekt
- Abraham Langlet, chemik
- Carl Abraham Pihl, dyrektor pierwszej w Norwegii kolei (Hovedbanen)
- Linn Berggren, wokalistka zespołu Ace of Base
- Felix Kjellberg, właściciel najczęściej subskrybowanego kanału w YouTube